# Ockelbo (plaats)
Ockelbo is de hoofdplaats van de gemeente Ockelbo in het landschap Gästrikland en de provincie Gävleborgs län in Zweden. De plaats heeft 2709 inwoners (2005) en een oppervlakte van 416 hectare. Prins Daniel van Zweden, de echtgenoot van kroonprinses Victoria groeide op in het dorp. Zijn ouders wonen er nog steeds, en hun kinderen prinses Estelle en prins Oscar brengen er geregeld tijd door.

## Verkeer en vervoer
Bij de plaats lopen de Länsväg 272 en Länsväg 303.
De plaats heeft een station aan de spoorlijn Ånge - Storvik.

## Geboren
- Erik Lundgren (1919-1967), autocoureur

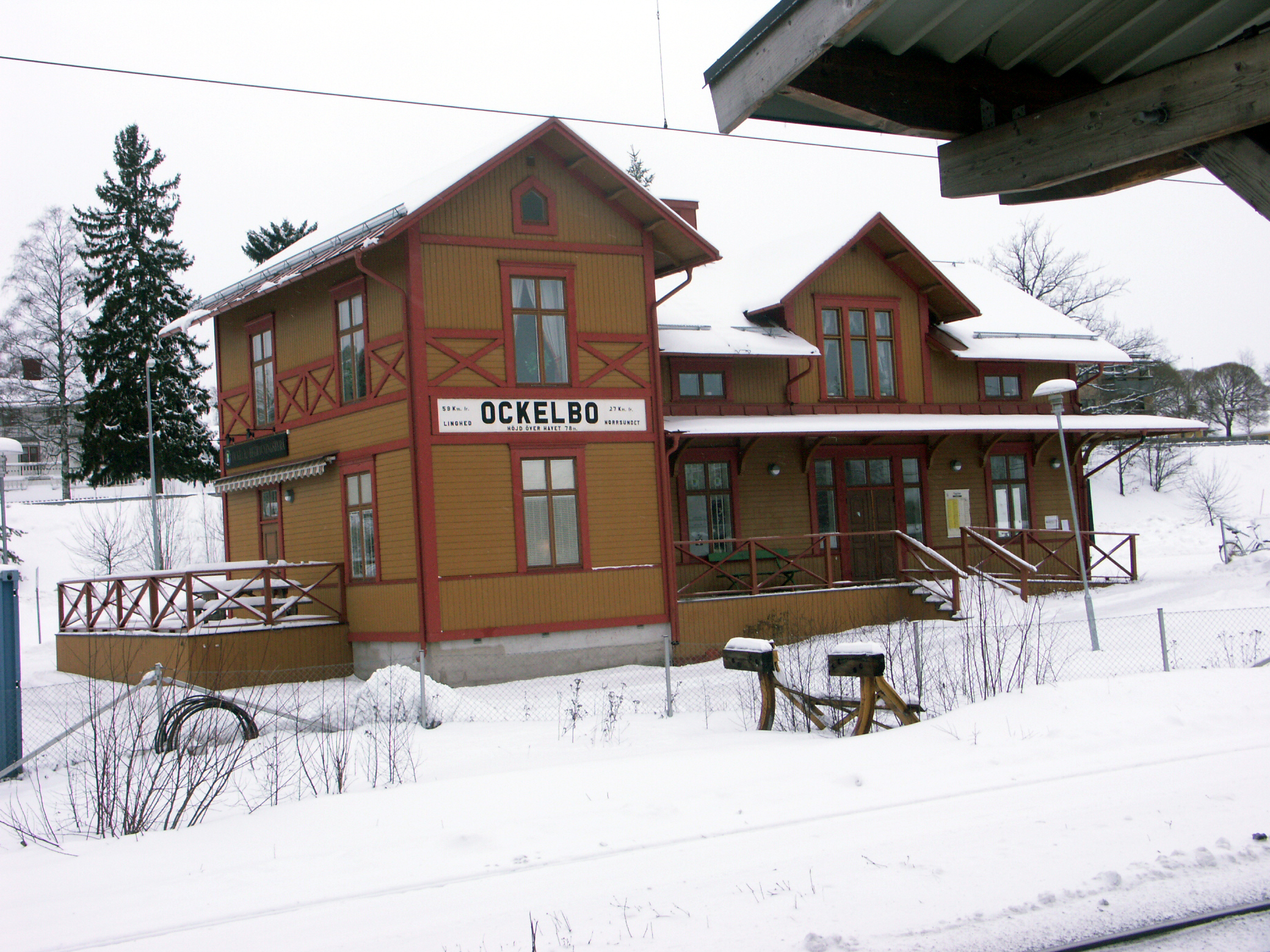
Treinstation